# Календар на православните църковни празници/Януари

## Януари
Посочени са неподвижните празници от православния календар, които всяка година се случват в един и същи ден.
- 1 януари – Нова година, Обрезание Господне, Васильовден, Св. Василий Велики (Блажи се)
- 2 януари – Св. Силвестър, папа Римски; Св. преподобни Серафим Саровски Чудотворец (Блажи се)
- 3 януари – Св. пророк Малахия, Св. мъченик Гордий (Блажи се)
- 4 януари – Събор на Седемдесетте апостоли, Св. преподобномъченик Онуфрий Габровски. Св. преподобни Теокист
- 5 януари – Св. мъченици Теопемт, епископ Никомидийски, и Теон. Св. преподобна Синклитикия. Св. преподобна Аполинария (Велик водосвет) (Строг пост)
- 6 януари – † Св. Богоявление на Господа Бога и Спасителя наш Исус Христос (Йордановден) (Василиева литургия) (Велик водосвет)
- 7 януари – † Св. Йоан Кръстител (Ивановден) (Разрешава се риба)
- 8 януари – Св. преподобни Георги Хозевит от остров Кипър и Емилиан Изповедник. Св. преподобна Домника. Св. мъченици Юлиан и Василиса. Св. Григорий, епископ Български
- 9 януари – Св. мъченик Полиевкт. Св. Евстратий Чудотворец
- 10 януари – Св. Григорий Нисийски. Св. преподобни Дометиан. Св. преподобни Маркиан
- 11 януари – Св. преподобни Теодосий Велики
- 12 януари – Св. мъченица Татиана. Св. Сава, Сръбски архиепископ
- 13 януари – Св. мъченици Ермил и Стратоник
- 14 януари – Св. преподобни Отци, избити в Синай и Раита, Египет. Св. Нина просветителка на Грузия. (Отдание на Богоявление)
- 15 януари – Св. преподобни Павел Тивейски. Св. преподобни Иоан Колибар. Св. преподобни Гавриил Лесновски. Св. преподобни Прохор Пшински
- 16 януари – Честни вериги на св. апостол Петър. Св. преподобни Ромил Видински (Бдински). Св. свещеномъченик Дамаскин Габровски
- 17 януари – Св. преподобни Антоний Велики (Антоновден)
- 18 януари – † Св. Атанасий и св. Кирил Александрийски (Атанасовден). Св. Йоаким Търновски
- 19 януари – Св. преподобни Макарий Египетски. Св. Марк Ефески
- 20 януари – * Св. преподобни Евтимий Велики. Св. Евтимий, патриарх Търновски
- 21 януари – * Св. преподобни Максим Изповедник. Св. мъченик Неофит от Витиния. Св. мъченици Евгений, Канидий, Валериан и Акила
- 22 януари – Св. апостол Тимотей. Св. преподобномъченик Атанасий Перски. Св. свещеномъченик Петър Български, мъченик Сионий Български и други с тях
- 23 януари – Св. свещеномъченик Климент Анкирски. Св. мъченик Агатангел
- 24 януари – Св. преподобна Ксения Римлянка
- 25 януари – Св. Григорий Богослов (Назиански), архиепископ Цариградски
- 26 януари – Св. преподобни Ксенофонт, Мария и синовете им. Св. преподобни Теодосий, игумен Студийски
- 27 януари – Пренасяне мощите на св. Йоан Златоуст.
- 28 януари – Св. преподобни Ефрем Сириец (Сирин)
- 29 януари – Пренасяне мощите на св. Игнатий Богоносец
- 30 януари – Свети Три Светители – св. Василий Велики, св. Григорий Богослов и св. Иоан Златоуст. Св. свещеномъченик Иполит, папа Римски. Св. благоверен цар Петър Български. Св. преподобни Сергий Къпински. Св. мъченик Димитрий Сливенски
- 31 януари – Св. безсребърници и чудотворци Кир и Иоан[1]